# SOHC
SOHC（エスオーエイチシー、Single OverHead Camshaft）とは、レシプロエンジンのうち給排気弁を持つようなタイプにおける弁駆動機構の配置形態の一種で、1本のカムシャフトがピストンの頭上にあるような形態（シリンダーヘッドを通っている形態）のことである。DOHCが増える以前には単にOHCとも呼ばれることもあったが、DOHCと明確に区別するために使われるレトロニム的な由来もあるほか、シングルカムと呼ばれることもある。

## 構造

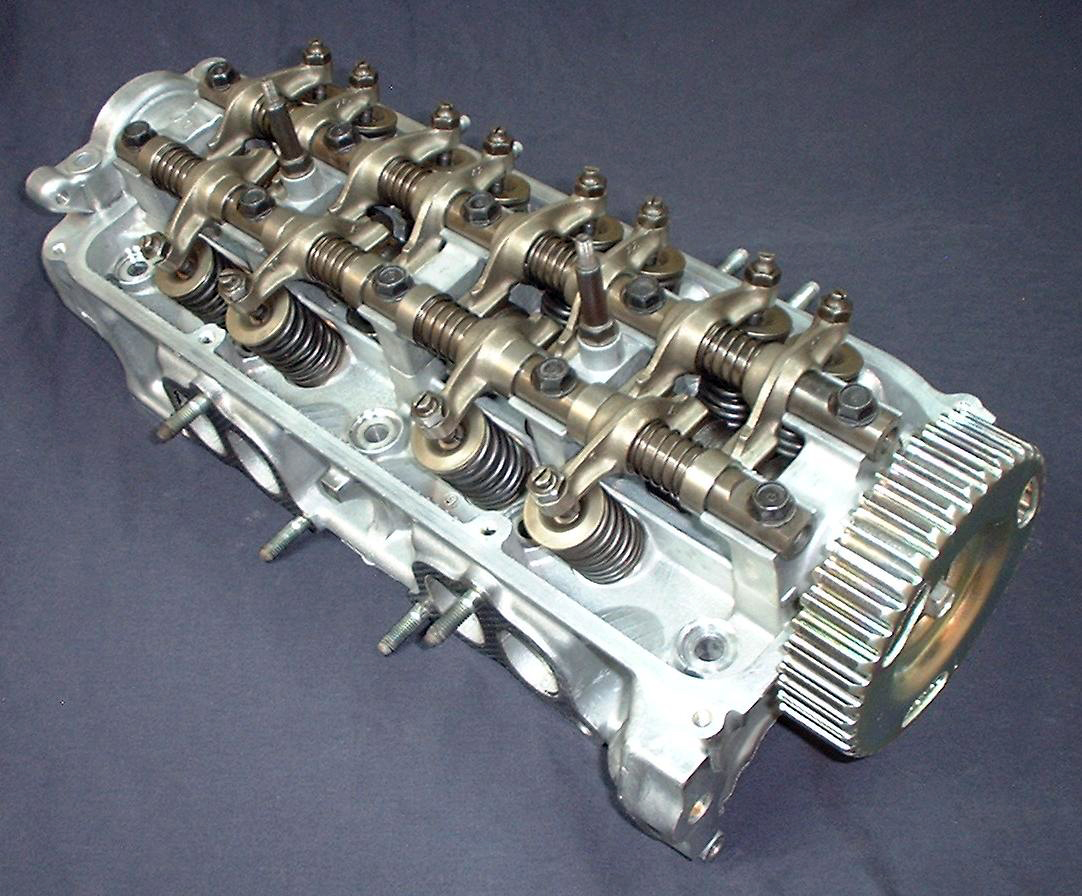
吸排気レイアウトにクロスフロー方式を用いたホンダ製・D15A型（EW型北米仕様）4気筒SOHC12バルブエンジンのシリンダーヘッド

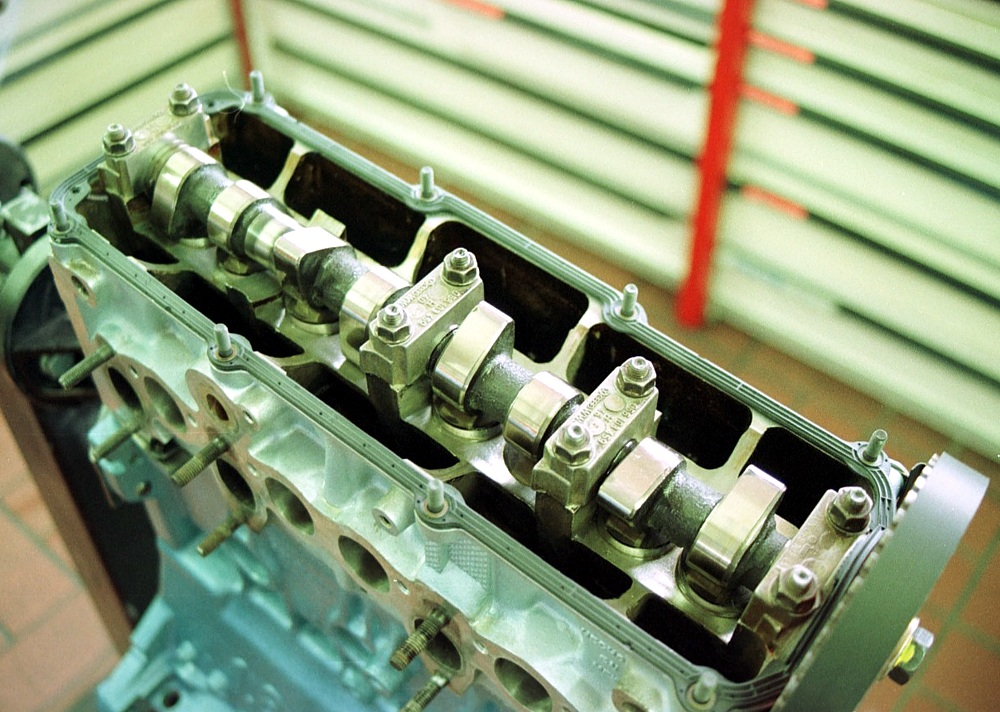
吸排気レイアウトにカウンターフロー方式を用いたフォルクスワーゲン製・RP型4気筒SOHC8バルブエンジンのシリンダーヘッド

バルブの位置はOHVやDOHCなどと同じく、燃焼室の上である。カムシャフトはシリンダーヘッドに1本置かれている。カムシャフトは、タイミングチェーン、ギアトレーン、タイミングベルトなどでクランクシャフトとつながれており、回転する。
楔形燃焼室（ウェッジシェイプ）やバスタブ形燃焼室を持つターンフロー(カウンターフロー)のエンジンでは、カムが直接バルブを押し下げる直動式か、シーソー式ロッカーアームによる駆動となる。半球形燃焼室や多球形燃焼室、ペントルーフ形燃焼室を持つクロスフローのエンジンでは、バルブの配置の関係からシーソー式ロッカーアームを介しての駆動となる。
OHVでは、カムシャフト→プッシュロッド→ロッカーアームの順にバルブを開閉する動きが伝えられるが、SOHCではプッシュロッドが不要になりカウンターフローとS字型クロスフローではそれぞれロッカーアームも不要にできる。DOHCとの違いはカムシャフトの本数で、DOHCでは吸気バルブおよび排気バルブをそれぞれ独立したカムシャフトで駆動するが、SOHCでは1本のカムシャフトを共用する。

## 歴史
広く使われるようになる以前の事例としては、1897年にルドルフ・ディーゼルが開発したディーゼルエンジンはOHCであった。
20世紀初頭以後、高性能自動車エンジンや航空機用エンジンには使われるようになった。一般乗用車用のエンジンがサイドバルブ（以下SV）からOHVを経てSOHCが普及するのは、1960年代から1970年代にかけてである。
しかし1990年代以降は更に厳しくなる低排出ガス規制に対応するためDOHCが一般乗用車に普及し、SOHCは少数派となっている。一方で原付や小排気量のオートバイではコスト低減を重視するためSOHCが依然として採用されることが多い。

## 特徴
OHVと比較した場合、動弁系の慣性質量を減らしやすくなるため、結果としてバルブの開閉タイミングの管理が容易になり、DOHCほどではないが、それなりに高回転・高出力を得やすいという特徴をもち、ホンダ・ビートのように一般的なDOHC以上の高回転エンジンを搭載した特殊な例も存在する。かつてはシリンダーヘッド上のカムシャフトを駆動するためにベベルギアやカムギアトレーンが用いられており、OHVよりもコストのかかるシステムであった。現在は安価なタイミングベルトやチェーンによる駆動が一般的となり、量産されている。部品点数がOHVやDOHCより少なくなるので、小型軽量で安価になり、整備性も改善する。
DOHCと比較した場合、カムシャフトが1本少ない分摺動抵抗が減るため燃費のいいエンジンにしやすく、SVやOHV程ではないがエンジンの重心を低くすることができる。また、SV式やOHV式と比べると、燃費の面で有利なことはもちろんのこと、年々厳しくなる自動車排出ガス規制への対応性も有利であるという点もある。
逆に、DOHCに比べ、1本のカムシャフトでロッカーアームを介してバルブを駆動させるという構造から、給排気バルブの数を増やしにくいため、高回転型のエンジンを作りにくい。同様の理由により、大出力化の一環でビッグバルブなどを組んだ際のバルブ一本当たりの慣性重量がDOHCよりも大きくなりがちである。また、1本のカムシャフトで給排気両方のバルブを開閉するため、バルブ挟み角などのバルブのレイアウトの許容範囲が狭い。調整式カムスプロケットでバルブタイミングを調整する場合において、DOHCのように吸気・排気を別々に微調整することが不可能であり、この条件を同時に満足するためにはそのつどカムシャフトの新造が必須となる。さらにロッカーアームがバルブを開閉する力によって弾性変形するため、高回転になるほどバルブ開閉の精度が落ち、バルブジャンプやバルブサージングが発生する。
プライベートチューンにおいてはロッカーアームの長さ（ロッカーアームレシオ）を変更するだけで、カムシャフトを変更することなくバルブリフト量の増大が図れる場合もあるが、クロスフロー燃焼室でカムシャフトを挟んで左右にロッカーアームが振り分けられている場合には、レシオの変更により吸気側と排気側のバルブタイミングが逆方向にずれる（つまりバルブオーバーラップが直接変化する）ため、カムシャフトも同時に変更しなければ性能が低下する場合もある。
一般的に、SOHCはDOHCより性能が劣っていると見られがちだが、必ずしもそうではない。歴史的にはOHV V8のフォード・FEエンジンをSOHC化して高出力化を図り、結局はNASCARからレギュレーション規制で締め出しを受けてしまったフォード・427 SOHC "Cammer"エンジンのような例も存在した。カムシャフトの数よりも燃焼室の形状やカムの形・大きさ（カムプロフィール）と言ったものの方が性能を決める際のウェイトは高く、SOHCではなくDOHCにする意義は、その自由度を高めるための手段であって、必ずしも高回転・高出力なエンジンを狙うものではない。また、ターボ装着時の給排気特性を改善するためのDOHC化も多く見られたが、日本の軽自動車においてターボチャージャーによる出力競争が熾烈だった頃、スーパーチャージャーを採用していた富士重工業（現・SUBARU）のスバル・レックスだけは、モデル消滅までSOHCのままであった。
変わったところではスズキが20年以上にわたって使用し続けたF型では、燃焼室形状をハート型に近づける事で燃焼効率を向上させていた。F型には4バルブDOHCや4バルブSOHC、3バルブSOHCも存在するが、バルブ配置の関係のためこの設計は崩れている。
シリンダーあたりのバルブ数は吸気×1、排気×1の2バルブが基本であったが、吸排気効率を高めるために、吸気×2、排気×1の3バルブや、吸気×2、排気×2の4バルブのマルチバルブエンジンも登場した。また、カムシャフトの干渉のため理想的なセンタープラグ配置が難しいという弱点を補い燃料の完全燃焼を促すために、ツインプラグ方式をSOHCエンジンで実現するものもある。
上記のようにカムシャフト干渉によりセンタープラグ配置を行いにくいが、マルチバルブ・ペントルーフ型燃焼室・センタープラグが要求される現代においてはプラグを傾けカムシャフトを回避する形でセンターに配置するのが一般的である。ただしこの場合、プラグホールが斜めにヘッドを貫通する関係からポート形状や冷却流路の設計などで制限を受けやすい。これに対しカムシャフトをオフセットすることでプラグの傾度を抑えつつセンターに配置することでコンパクトなレイアウトとする例などがある。さらに高効率が要求される現代では狭いバルブ挟み角も要求されるが、ロッカーアーム（シーソー式）の構造上、バルブ挟み角はあまり小さくしにくい。この点もホンダのユニカムのように吸気バルブを直動、排気バルブをロッカーアームで駆動することでセンタープラグおよびバルブ挟み角の狭角化を行っている例が存在する。
カムシャフトをセンターからオフセットする場合の手法としては吸排気バルブのロッカーアームを不等長とする例（ホンダD型エンジンSOHC4バルブ）や吸気バルブをスイングアーム式、排気バルブをシーソー式ロッカーアームとする例（スズキG型の一部を除くSOHC）、吸気バルブを直動、排気バルブをロッカーアームとする例（トライアンフのSlant-Four Engine、および前述のユニカム）などがある。変わった所ではen:Alfa Romeo V6 engineのように吸気バルブを直動、排気バルブをプッシュロッドとロッカーアームを介して駆動させ、DOHCと同様のセンタープラグ配置とする例がある。またフィアット・アルファロメオの可変バルブ機構であるマルチエア(ツインエア)では排気バルブをカムシャフトで直接もしくはスイングアームにて駆動、吸気バルブは油圧を介した可変バルブ機構で駆動させており、センタープラグ配置とバルブ挟み角の狭角化を実現している。

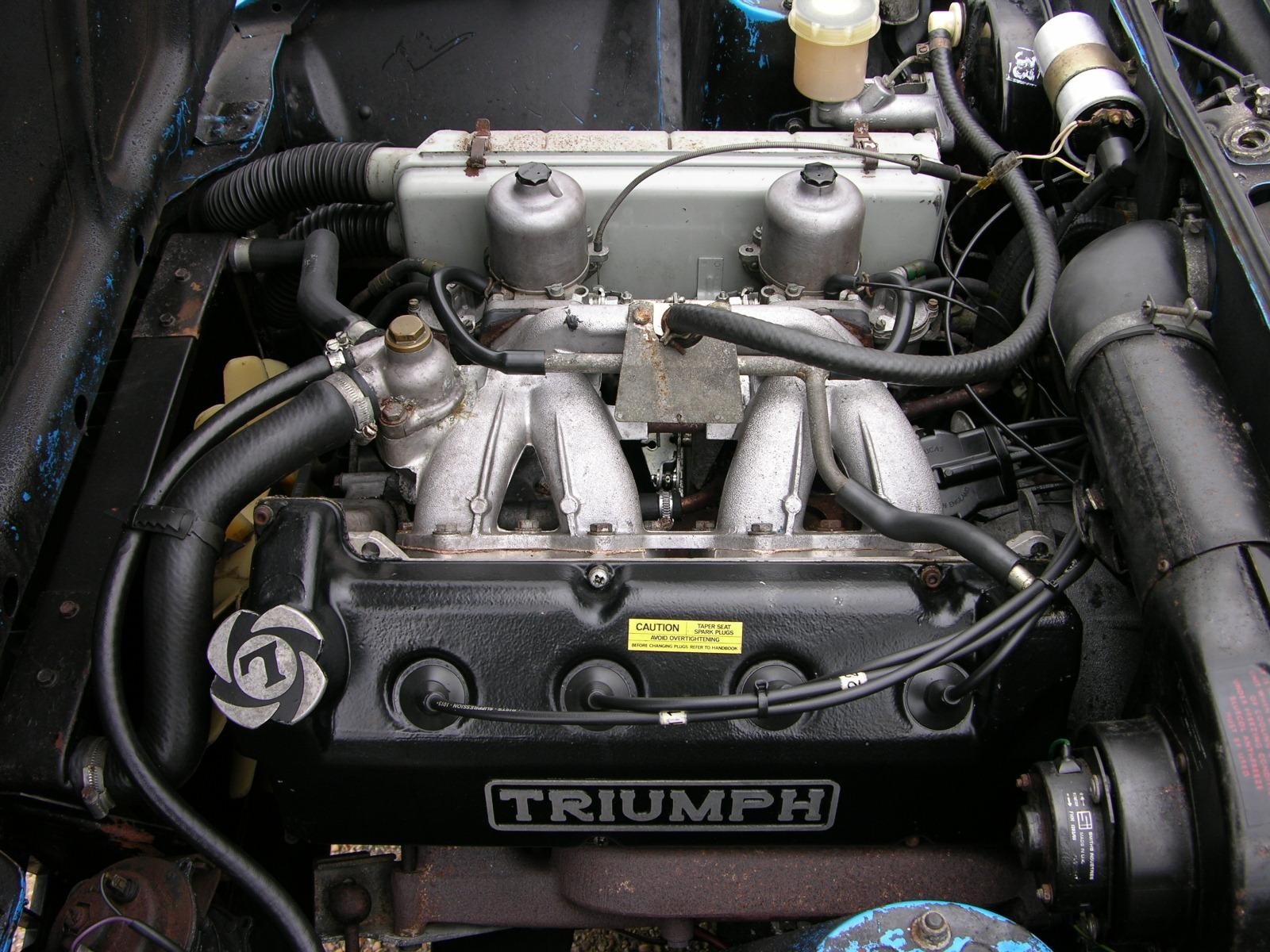
トライアンフ・ドロマイトのスポーツモデル「スプリント」に搭載されていたSlant-Four 16Valve Engine

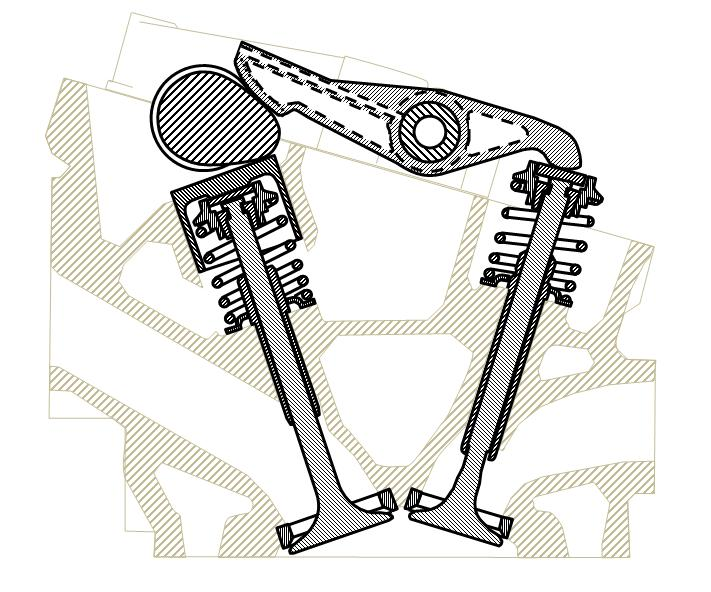
トライアンフのSlant-Four 16Valve Engineの弁機構のメカニズム

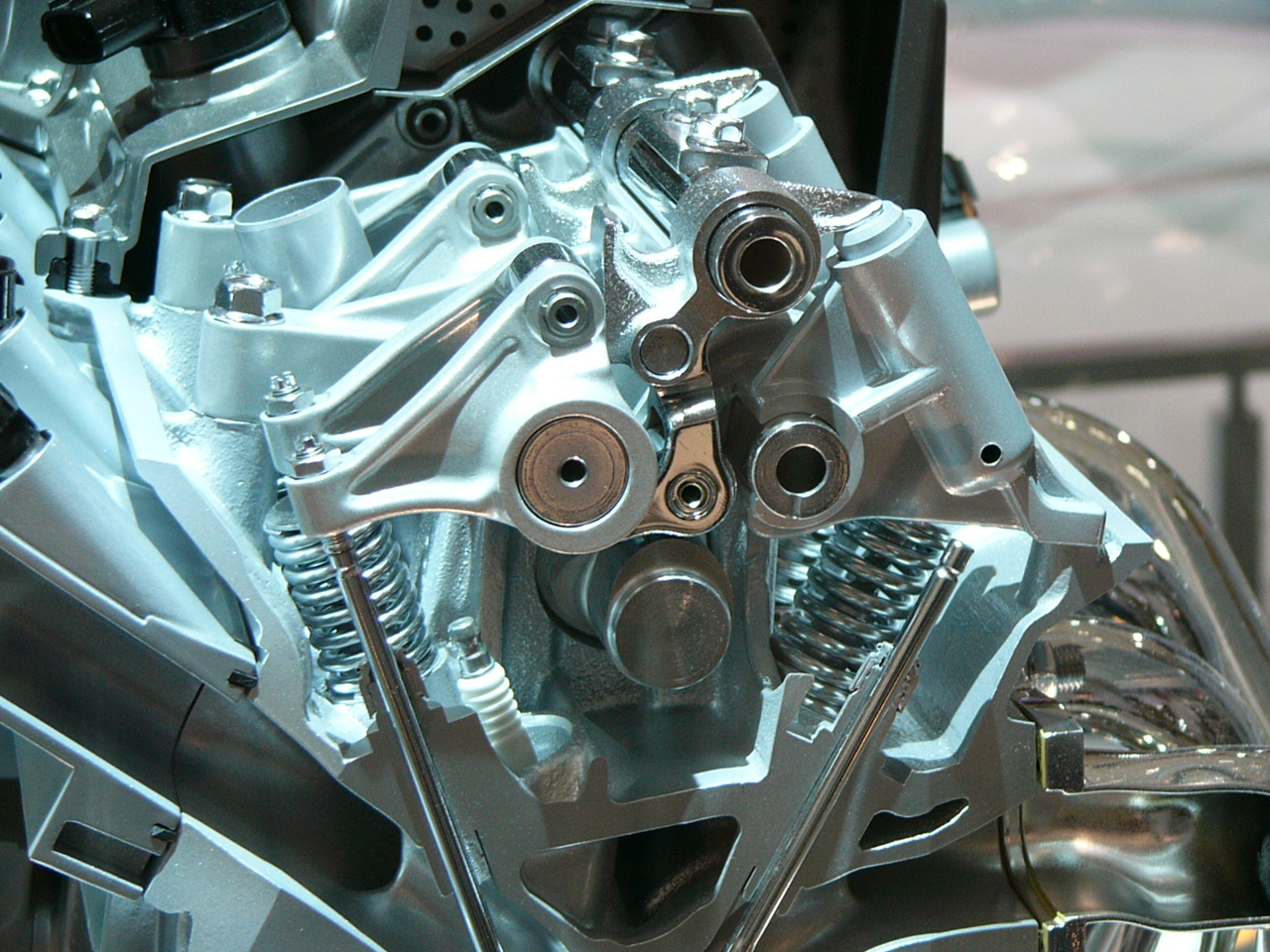
三菱自工の新MIVECを採用した4J1型エンジンのSOHCヘッドのカットモデル

以上のようにSOHCは必ずしもDOHCに劣るわけではなく実用上は有利な面も多くあるが、一部メーカーを除くとSOHCへの回帰はあまり行われていない。これはマーケット面での要求もさることながら、近年一般的となった位相変化型可変バルブ機構はSOHCでは効果が得られにくく、メリットが小さいという点が理由にあげられる。SOHCは単一のカムシャフトで吸気バルブと排気バルブを作動させる構造上、カムの位相を変化させると吸気のタイミングが変化するのと同時に排気のタイミングも同時に変化してしまうため、オーバーラップ領域の変化が得られない。
ただし、SOHCにおいても負荷や回転数に対し最適なバルブタイミング制御を行うことで、オーバーラップの変化はなくとも一定の効果は得られるため、大排気量SOHCエンジン（例:en:Ford Modular engine）などでは採用されている。国内においては、吸気バルブのリフト量変化と位相変化が連動する連続可変リフト機構を採用した、三菱自工の新MIVECエンジン（4J1型エンジン）が、連続可変リフト機構と協調作動させる形でSOHCでありながらカムシャフトの位相変化を行っている。
単一のカムシャフトで吸排気の位相を独立で変化させ、オーバーラップ量を変化させる手法としては、吸気と排気のカムローブが独立して動く二重構造のカムシャフトを用いる手法がある。これは既に一部のアメリカの大排気量級V型8気筒の各種OHVエンジンで採用されており、機構上はSOHCでも利用できる。